# Teresa de Cartagena
Teresa de Cartagena fue una monja y escritora castellana, nacida entre 1420 y 1435 en Burgos. Su popularidad, así como excepcionalidad, reside en ser considerada la primera escritora en lengua castellana del 1400, destacando la calidad de las obras que se conservan de ella. Se la ha llegado a definir como “la prosista preeminente en las letras castellanas” de la Edad Media y también se la considera como la primera escritora mística de España. Formaba parte del seno de una familia de clase alta con diversos miembros relacionados con el obispado de la misma ciudad.  
Los prejuicios sobre su escritura, que le llevaron a escribir la Admiracion operum Dei, la han perseguido hasta el siglo XX, como muestra el juicio gratuito de Juan Marichal, que afirma que “no puede mantenerse que Teresa de Cartagena sea una escritora auténtica […] por simple carencia de un instrumento verbal cohesivo, por falta de retórica”. Hoy en día se considera su obra como contribución hecha bajo un sentido autorial pleno, desde el conocimiento de fuentes que exigía la época a la par que con la creatividad de cualquier autor del período. Sus textos dan voz a una conciencia femenina del mundo, por lo que puede ser considerada una predecesora de santa Teresa de Ávila.
De Teresa de Cartagena se conservan dos tratados de reflexión religiosa escritos en la segunda mitad del siglo XV. El primero, Arboleda de los enfermos, y el segundo, Admiración de las obras de Dios, ambos copiados por Pedro Lópes de Trigo en el año 1481. Actualmente, los dos textos se encuentran dentro de un códice, junto a dos obras más de diferente autor, conservado en la Biblioteca del Real Monasterio de San Lorenzo de El Escorial.

## Biografía

### Familia
Teresa de Cartagena perteneció a la influyente familia judeo-conversa de los García de Santa María, también conocidos con el antropónimo "de Cartagena". Su abuelo, Selomo-Ha-Leví, fue el fundador de este ilustre linaje de conversos cuando el 21 de julio de 1390 adoptó, en homenaje a San Pablo, el nombre de Pablo de Santa María. Se dedicó a la carrera eclesiástica y -en 1402- fue nombrado obispo de Cartagena; a partir de entonces la familia fue conocida por este apellido. Se ha encontrado un documento, datado del año 1604, que otorga el beneficio de limpieza de sangre a Pablo García de Santa María y a sus descendientes, tras una milagrosa conversión al habérsele aparecido la Virgen. Pablo de Santa María estudió en la Universidad de París para doctorarse en Teología. En 1412 se convirtió en el obispo de Burgos y destacó, al mismo tiempo, por su papel en las cortes del rey Enrique III y Juan II. Parece ser que Pablo convenció a su hermano para que se convirtiera también al cristianismo y, éste adoptó el nombre de Alvar García de Santa María. Alvar es sobre todo conocido por la crónica que empezó a escribir, Crónica de Juan II. De su primer matrimonio, Pablo tuvo una hija y cuatro hijos. De ellos, el más destacado es el reconocido humanista Alonso de Cartagena que, igual que su padre, fue una figura política, religiosa y cultural importante. Su hermano, Pedro de Cartagena, sobresalió sobre todo en el campo militar. Gracias al testamento encontrado de Alonso, datado del 6 de julio de 1453, podemos ver que le dejaba una cantidad de dinero a la hija de su hermano, Teresa.  
El escudo de armas de la familia está compuesto por una flor de lis de color plateada sobre fondo verde. La imagen alude, indiscutiblemente, a la virginidad de María.

### Vida
De este ambiente familiar se podría deducir que Teresa tuvo acceso a la educación. Aunque no se ha encontrado ningún documento, es muy probable que Teresa -tal y como ella afirma en el prólogo de su primera obra- estudiase en la Universidad de Salamanca, como el resto de la familia. Se desconoce el año exacto de su nacimiento pero se data entre 1420-1435 o 1420-1425 y, el de su muerte, se desconoce por completo. Ni ella ni ninguna de las otras mujeres de la familia apenas recibieron atención alguna ya que, tanto por su sexo como por su conversión, quedaron en un segundo plano. 
No se tienen datos de casamiento ni de hijos. Hasta fecha reciente se había creído que Teresa de Cartagena había ingresado en un convento como consecuencia de la enfermedad que le llevó a la sordera. La escritora nos deja ver en sus textos que padecía sordera y que esta era la causa de la sensación de soledad tanto física como mental. Por tanto, la vocación religiosa habría aparecido después, quizás como causa de una revelación o crisis espiritual, como puede interpretarse por sus textos. Sin embargo, otros estudiosos defienden la idea de que la vocación religiosa ya le venía dada al estar rodeada de un ambiente adecuado. De todas formas la enfermedad  seguramente le animó a un ahondamiento de su fe. En todo caso, todo esto son hipótesis ya que no se tiene ningún documento que demuestre ingreso alguno en ningún convento.  
Tuvo relación con los franciscanos, por ejemplo, hay una referencia a San Francisco de Asís en el primer tratado: “Del muy glorioso padre nuestro Sant françisco que como duputados a negoçiaçiones mundanas […] (f.32v, p.81). Además, la autora cita a San Bernardo, San Gregorio, San Jerónimo y San Agustín, autoridades que destacaron mucho en el pensamiento y la espiritualidad franciscana. Por otro lado, hay que tener en cuenta que la Orden franciscana fue refugio para judíos conversos y, por esta razón, Teresa se hubiese sentido cómoda en ella.
Sin embargo, estudiosos como Quispe-Agnoli han percibido que en el segundo tratado de Teresa “la predominante presencia del pensamiento agustiniano con tendencias platónicas” llama la atención ya que se ha relacionando con los ideales de la Orden seráfica. Por su parte, P. Sálinz Rodríguez duda entre la espiritualidad agustina o la franciscana, mientras que María Milagros Rivera cree que Teresa hubiese ingresado en un convento de la Orden de San Agustín o bien de San Jerónimo. 
Hace ya años se ha encontrado, entre la documentación relacionada con la autora, una petición de su tío don Alfonso de Cartagena dirigida al papa Nicolás V, el 3 de abril de 1449, para que ella pudiera pasar del monasterio de Santa Clara de Burgos a un centro cisterciense. Puede que acabara por ingresar en el monasterio de Santa María la Real de las Huelgas o en el convento burgalés de Santa Dorotea por tratarse, en los dos casos, de comunidades relacionadas con la familia Cartagena. Para María Milagros Rivera fue, quizá, canonesa agustina en el monasterio de San Ildefonso de la ciudad de Burgos, fundado por su tío Alonso de Cartagena en 1456 con religiosas procedentes del convento de la calle de Santa Dorotea en la parroquia de Santa María la Blanca. En la iglesia de dicho monasterio vería a la reina Isabel I cuando el 23 de enero de 1476 juró que conservaría el castillo de la ciudad entre los territorios propios de la Corona.
Las hipótesis de su cambio giran en torno a la idea de la intolerancia que los franciscanos estaban mostrando, en esa época, hacia el problema político-social de los conversos. De 1449 también se conserva otra petición del obispo de Burgos solicitando, en este caso, que una vez su sobrina hubiera cumplido los veinticinco años, pudiera ser elegida como priora o abadesa. En Burgos, Teresa de Cartagena conocería y trataría a la mujer, de la que era pariente, que confió en su talento de escritora y a la que dedicó sus obras, Juana de Mendoza, esposa del poeta Gómez Manrique, corregidor de Burgos en 1464-1465. 
Teresa de Cartagena vivía todavía en 1478, pues consta entre los herederos de su padre en la sentencia que repartía los bienes familiares que dictó su sobrino fray Iñigo de Mendoza.

## Contexto histórico

### Condición conversa
Los años en los que vivió marcan el comienzo de la persecución de los conversos, posible razón por la que su familia la trasladó del convento franciscano al de la orden del Císter, siendo pioneros en la persecución de los denominados falsos conversos. La posición de los conversos en la península ibérica llegado el siglo XV fue complicada y llena de controversias. Se trata de judíos que se convierten al cristianismo, pero que, en algunos casos, pese al bautizo, mantienen algunas prácticas. No obstante, gracias a su nueva condición de cristianos pueden ocupar cargos en la sociedad, por lo que generalmente proceden de las élites sociales de entonces.
Como norma general se trata de un colectivo educado e instruido, por lo que es muy común encontrar conversos en el clero. Debido al nuevo estatus dentro de las élites cristianas, el éxito social tiene como consecuencia la ira, el rencor y el odio del vulgo hacia estos nuevos colectivos incorporados en la sociedad cristiana. Consideran que no han sido conversiones sinceras y que mantienen su antigua creencia en secreto. Se rompe, entonces, la convivencia de las tres religiones predominantes en España, desatando persecuciones de conversos ante la sospecha de que mantienen el judaísmo en secreto, lo que lleva a su expulsión definitiva en 1492 con los Reyes Católicos.

### Una mujer letrada
En la Edad Media, la educación estaba al alcance de pocos y solo varones. Por ello, el hombre  educado en la corte o en el monasterio sabía leer latín, lo que le permitía leer obras vernáculas y sagradas. Por esto se afirma que la mujer medieval escribe con un estilo diferente al hombre.
Las mujeres medievales tienden a producir textos de lírica cortesana, obras epistolares y obras visionadas de experiencia personal. En muchas ocasiones saben leer vernáculo, que en este caso sería el castellano, sin embargo, se cree que Teresa de Cartagena podría haber estudiado latín por su condición de monja. En consecuencia, es totalmente falso que la mujer en la Edad Media no tuviera en absoluto acceso a la cultura escrita y que no supiera escribir.
Teresa de Cartagena escribe en un momento en que florece la escritura femenina, ya sea en forma de cartas, sermones, hagiografías y autobiografías espirituales entre muchos otros géneros. El entorno en el que vive, el monasterio, ofrece una convivencia con otras monjas letradas, siendo la vida conventual la que ofrece más acceso a la obra escrita que cualquier otro lugar para la mujer.
A pesar de que se la considera la primera escritora en prosa castellana, es muy probable que no haya sido la única; no obstante, solamente se ha conservado su obra. Sus tratados no tienen ninguna novedad de contenido sino de autoría, ya que se trata de uno de los primeros textos existentes donde consta la firma de una mujer. Por ello, se hace uso de la captatio benevolentiae, donde enfatiza que su escrito es obra de una mujer, ser inferior al hombre. Sin embargo, el uso del tópico de la humildad en este contexto es utilizado a su vez para conferirse autoridad a sí misma.
Las influencias que rodean a Teresa de Cartagena, así como a su obra se encuentran principalmente en Europa, debido a la popularidad del libro de consolaciones en ese momento. Además, también aparecen muchos textos autobiográficos escritos por mujeres. Asimismo, también hay autores en la península cuyos escritos inspiran del mismo modo a la escritora. Un ejemplo sería Enrique de Villena, autor del Tratado de consolación que aparece en 1430. La estructura de éste se ve plasmada en la Arboleda así como su contenido.

Por otro lado, Álvaro de Luna y su obra Libro de las virtuosas e claras mujeres, da argumentos a favor de la posibilidad de que mujeres escribieran, preparando el camino para que muchas de ellas se hicieran escuchar:  
[...] mas de la otra parte presentáronse ante los ojos de nuestra consideración las virtudes, é obras marabillosascandesas, é claras vidas de muchas Mujeres virtuosas, así santas, como Imperiales, e Reales, Duquesas, é Condesas, é de muchos otros estados; porque inhumana cosa nos pareció de sofrir que tantas obras de virtud, y ejemplos de bondad fallados en el linaje de las mujeres fuessen callados, y enterrados en las escuras de la olvidanza [...]. 
Dichas palabras son relevantes en el caso de Teresa de Cartagena, y, en consecuencia, para entender los dos tratados que escribió. Una de las características de la autora es su sordera, una circunstancia que le provocó un sentimiento de soledad y angustia. No obstante, es lo que la impulsó a buscar otra forma de vida, más espiritual y retrospectiva, encontrando consuelo y placer: “la mano de Dios me hizo señal que callase y cesase las hablas mundanas” (I, 41). En su segunda obra Admiración de las obras de Dios, intentó alentar a otras mujeres a escribir, pidiendo a los hombres el reconocimiento merecido de que "aquel poderoso Señor soberano que dio preheminençias al varón... bien las puede dar a la henbra" (II, 119).
Sin embargo, las obras de Teresa no son las únicas que se encuentran en este contexto, ya que son muchas las obras que ensalzan las virtudes de humildad, caridad y paciencia; son tratados que giran en torno a la oración mental, el comportamiento ascético y la devoción al Cristo crucificado. De acuerdo con la literatura religiosa de la época, la vida debía estar marcada por la interioridad y por los ejercicios espirituales, olvidando aquellas actitudes fuera de la norma eclesiástica.

### Comentario sobre sus obras
Desde el párrafo inicial, escrito en tercera persona de la Admiración , se cambia a primera, pues lo que se está narrando es la experiencia personal de la propia Teresa de Cartagena; aunque también se aprecian las convenciones de la época en cuanto al uso de la forma epistolar. Los principales destinatarios de este género eran otras monjas o mujeres; así la primera de sus obras está dedicada a Juana de Mendoza.
Una de las particularidades de sus escritos es la demostración constante de sus conocimientos sobre los fundamentos teológicos de la cristiandad, empleándolos para informar al lector que su obra no resulta solamente de su experiencia personal con el dolor, sino la práctica que sigue ante el mismo a través de los principios espirituales de la Iglesia. Es por ello por lo que en sus tratados hay constantes referencias a autores cristianos y citas de los Padres de la Iglesia. A pesar de que es difícil comprobar que leyera sus obras de primera mano, muestra predilección por autores como San Jerónimo, San Ambrosio, San Agustín, San Bernardo, San Gregorio Magno y Boecio. Dichos autores también influyen en sus conocimientos sobre refranes populares, así como de poetas del cancionero del momento como podría ser Gómez Manrique, marido de Juana de Mendoza. Otra de las influencias que se pueden observar en su primer tratado es un sutil reflejo de la literatura judía de la península de la que sería representante el filósofo Salomó ben Jehuda, cuyo principal interés fueron los sentidos del ser humano.
La obra de Teresa es interesante en tanto que comparte rasgos de la hagiografía, ya que subraya el sufrimiento ejemplar de su protagonista. A su vez, es también y sobre todo, una autobiografía ya que explica su propia experiencia con el sufrimiento para que el lector pueda sacar beneficio espiritual y aprenda de ello.
En la época de Teresa hay pocas figuras sordas a las que recurrir en busca de consuelo por tal dolencia. Teresa se presenta ella misma como una personalidad que llena el hueco santoral de santas sordas. Como resultado, su narrativa es la hagiografía de un santo para aquellas personas que sufren de sordera como ella. A través de sus tratados pretende transmitirnos su pena y redención espiritual cuando acepta y da gracias por lo que le ha dado Dios: su propia bendición. Al sufrir, pasa por la misma pasión de Cristo, formando parte del grupo especial de los enfermos, que son más cercanos a Dios, siendo esta idea uno de los pilares esenciales del credo cristiano.

## Obras
Las obras más importantes de Teresa de Cartagena fueron la Arboleda de los enfermos y Admiraçión operum Dey. El manuscrito de estos tratados, copiado por Pero López de Trigo, se encuentra en la Biblioteca del Escorial y, en el mismo volumen, que está formado por un total de 91 hojas, hay además las siguientes obras: Vençimiento del mundo, y Sentençias de philósophos e sabios. Se trata de un manuscrito en folio menor y letra del siglo XV, la edición del cual fue obra del hispanista Lewis Joseph Hutton en el año 1967. Este códice, que fue descrito por el clérigo e historiador español Julián Zarco Cuevas en el año 1924, contiene la copia única tanto del Vençimiento del mundo como de las dos obras de Teresa de Cartagena.

### Arboleda de los enfermos
La Arboleda de los enfermos, la primera obra conocida de Teresa de Cartagena, es un tratado que forma parte del género de las consolaciones y responde a la voluntad de darle al sufrimiento y padecimientos físicos un valor espiritual y/o místico. Si bien el año de escritura aún es objeto de debate, habría sido redactado durante la segunda mitad del siglo XV, seguramente en el año 1481, fecha que se recoge en el colofón. La recepción de este tratado causó asombro y confusión entre sus contemporáneos, que pusieron en cuestión su autoría, por haber sido escrita por una mujer, y hasta la acusaron de plagio. Por esto, Teresa de Cartagena, a modo de defensa, decidió escribir un segundo tratado apologético que tituló Admiraçión operum Dey como respuesta firme a las acusaciones recibidas.
Teresa de Cartagena definió esta obra como un tratado de consuelo espiritual cuyo objetivo era ayudar y acompañar, mediante la escritura, a aquellas personas enfermas que, como ella, ya no podían ser tratadas por la ciencia. En este sentido, la autora ofrece una propuesta de saneamiento espiritual que encuentra en la imagen de la arboleda, como espacio curativo, su manifestación: “Poblaré mi soledat de arboleda graçiosa, so la sombra de la qual pueda descansar mi persona y reçiba mi espíritu ayre de salud”.
La autora entiende la enfermedad como una atribución divina, por lo que el primer paso es la aceptación y el reconocimiento de la propia dolencia para encontrar en ella “la verdadera salud”. La autora quiere emprender el camino de Dios para poder significar su cuerpo de mujer en lo infinito y, con todo esto, el sufrimiento y el dolor físico adquieren una connotación positiva y acercan al enfermo a la salvación. En este sentido, Teresa de Cartagena lleva a cabo un proceso de autoconocimiento y autosignificación en el cual el cuerpo femenino como tal se convierte en el eje central. Por esto, invita al lector a que “venga a la escuela de Dios de las paçiençias” la única manera a través de la cual puede conocerse uno mismo.

A nivel formal, el relato se construye a través de numerosas imágenes y citas bíblicas y en él, la autora, recurre a la amplificatio como recurso retórico en el intento de adornar el texto. Según los historiadores, fue dirigida a Juana de Mendoza, esposa de Gómez Manrique, poeta y prominente figura política en su tiempo, pero aunque en la Arboleda se dirige a una "virtuosa señora", que puede ser Juana de Mendoza, todo parece indicar que el texto se enfoca a una audiencia femenina más extensa. Ante el hecho de que el género de la consolatio solía ser escrito por varones y se dirigía a una audiencia masculina; para humillarse ante sus lectores masculinos, la autora reitera la debilidad de su intelecto "la baxeza e grosería de mi mugeril yngenio". Igualmente, este párrafo introductorio o prólogo proporciona algunas referencias importantes acerca de su vida y su obra y cumple con una doble función, por un lado, preparar al lector en la lectura y, por el otro, ser una prueba en la defensa de la autoría femenina:
Este tratado se llama Arboleda de los enfermos, el qual conpuso Teresa de Cartajena seyendo apasionada de graues dolencias, especialmente auiendo el sentido del oyr perdido del todo. E fizo aquesta obra a loor de Dios e espiritual consolaçión suya e de todos aquellos que enfermedades pedesçen, porque, despedidos de la salud corporal, leuanten su deseo en Dios que es verdadera Salut.
En este sentido, no se puede desvincular la obra de su vida personal pues en este tratado, la monja hace alusiones a aspectos de su vida privada, como su formación en la Universidad de Salamanca (“los pocos años que yo estudié en el estudio de Salamanca”) o que padecía de sordera. Además, en su caso, el aislamiento al que se vio abocada como consecuencia de su dolencia auditiva fueron los factores que motivaron la escritura de esta obra, pues la plasmación y alusión del “yo” y de las vivencias propias son una constante en la construcción del texto: “que oy son veynte años que este freno ya dicho començó a costreñir la haz de mis vanidades!”

### Admiraçión Operum DeyoAdmiración de las obras de Dios
Se trata de la segunda de sus obras, escrita alrededor de 1481 y dirigida y realizada a petición de Juana de Mendoza, mujer de Gómez Manrique, como puede verse en la introducción del texto:
Acuérdome, virtuosa señora, que me ofrecí a escribir a vuestra discreción. Si he tanto tardado de lo encomendar a la obra, no vos debéis maravillar, ca mucho es encogida la voluntad cuando la disposición de la persona no concierta con ella, antes aún la impide y contrasta […].
Y es a la misma Juana de Mendoza a quien le habla sobre su delicada salud y su mal estar anímico:
Si considerardes, virtuosa señora, las enfermedades e corporales pasiones que de continuo he por familiares, bien conosçerá vuestra discreçión que mucho son estoruadoras de los movimentos de la voluntad e no menos turbadoras del entendimiento, el qual fatigado e turbado, asy como costreñido de propia neçesidad, recoje en sí mesmo la deliberaçión de la voluntad con otros interiores mouimentos. E tanto la detiene e detarda en la execuçión de la obra quanto vee que las sus fuerças intelectuales son enflanqueçidas por causa de los ya dichos exteriores trabajos. E aun con todo esto ya sería pagada esta debda que por mi palabra soy debdora si la soledad mí[a] se contentase con solos mis corporales afanes y no me causase compañía secreta e dañosa llena de interiores combates y espirituales peligros con muchedumbre de vanos e variables pensamientos.
En la obra, Teresa de Cartagena defiende la capacidad intelectual de la mujer para leer, escribir y pensar igual que pueden hacerlo los hombres, pero aludiendo siempre a la omnipotencia de Dios como base. Fue escrita después de Arboleda de los enfermos, que había sido causa de un gran escándalo. En este tratado la autora se defiende de la acusación de plagio por Arboleda de los enfermos y de la acusación derivada de su condición de autora, sugiriendo que todos aquellos críticos que rechazan su tratado niegan a la vez el poder de Dios:
Muchas vezes me es hecho entender, virtuosa señora, que algunos de los prudentes varones e asý mesmo henbras discretas se maravillan o han maravilado de vn tratado que, la graçia divina administrando mi flaco mugeril entendimiento, mi mano escriuió [..] ca manifiesto no se faze esta admiraçión por meritoria de la escritura, mas por defecto de la abtora o conponedora della [...] E porque me dizen, virtuosa señora, que el ya dicho bolumen de papeles bo[r]ados aya venido a la notiçia del señor Gómez Manrique e vuestra, no sé sy la dubda, a bueltas del tractado se presentó a vuestra discreçión […] […]
La recepción que tuvo en su momento esta obra es esencial para poder conocer como era la recepción de la literatura española escrita por mujeres en Castilla del siglo XV.
En la obra Teresa emplea varios recursos a modo de defensa de su derecho como escritora. Entre ellos se encuentra el alegar la omnipotencia de Dios, que es quien le otorga el don de la gracia para poder expresarse y defenderse. Además se basa en casos precedentes al aludir a varias historias y personajes bíblicos, como la heroica Judith. Con esta referencia demuestra que la actividad intelectual es más apropiada para las mujeres que la actividad física aunque no debamos dejarnos guiar por la aparente debilidad física, pues puede vencer la que es fuerte internamente, ya que tanto Judith -como ella- tenían una fortaleza propia enviada por Dios; a la primera le ayudó a vencer a Holofermes y a la segunda a escribir el tratado. Además, como sostiene Cortés Timoner: “La autora conduce el razonamiento hacia la idea de que la fuerza y la inteligencia son dos atributos que se vinculan a los hombres por costumbre, pero existen casos excepcionales que muestran el poder de los dones divinos; además, la adquisición de habilidad literaria no es tan ajena a la naturaleza de la mujer como pudiera serlo la resistencia física”. En Arboleda de los enfermos, Teresa de Cartagena se dirigía a los enfermos de cuerpo y en Admiración Operum Dey se dirige a los enfermos del alma: aquellos que no padecen males corporales y que, debido a su inmersión en el mundo sensible, se niegan a ver la potencia de Dios que actúa a través de esta delicada y débil mujer.

#### Escándalo y contenido de la obra
El escándalo de esta obra nace por la opinión de algunas personas al conocer que una mujer ha sido la escritora de este tratado, una obra que causó admiración también por haber sido redactada por una mujer enferma (de alma y de cuerpo) ya que no es una obra brillante, ni polémica, ni heterodoxa. Lo que causa la “admiración” no es el mérito de escribirla sino la autoría; es decir, causa maravilla desde un punto de vista negativo, ya que muestra la cortedad de miras de los hombres en la Castilla del siglo XV. Por tanto, el escándalo radica en que Teresa de Cartagena no está dispuesta a aceptar insinuaciones de falsa autoría por ser ella una monja enferma.  
Teresa de Cartagena defiende que aquellos que pusieron a los hombres en su entendimiento valores y conocimientos científicos podrían proporcionárselos a las mujeres aunque sean imperfectos y no tan hábiles, puesto que esta “imperfección” la puede reparar la grandeza divina otorgando la misma capacidad de entendimiento a mujeres y a hombres, ya que el entendimiento varonil no es algo con lo que nacen, sino que es algo que Dios les proporciona. Así Teresa hábilmente defiende la igualdad intelectual entre hombres y mujeres, tomando como punto de partida la omnipotencia de Dios y declarando que dicha omnipotencia es igual de difícil o de fácil proporcionarla, igual que la capacidad de escribir un tratado. Es decir, manteniendo siempre la ortodoxia a su favor, fundamenta la idea de que la inferioridad femenina puede ser remitida si Dios lo decide.

Además, Teresa de Cartagena explica que el hombre se ocupa de las tareas de gobierno y de la defensa de estados y la mujer de la vida familiar y doméstica, ambas actividades tienen diferentes responsabilidades y necesitan diversas capacidades en el ámbito de acción. Así pues, siguiendo el pensamiento generalizado de que la mujer es temerosa, físicamente más débil y que le son preferibles los espacios protegidos, sugiere que es en esos ambientes donde las tareas intelectuales son más propicias. Teresa de Cartagena recurre al uso de escenas bíblicas como el Génesis para defender que Dios creó al hombre y a la mujer con diferencias complementarias y necesarias, ya que cada sexo tiene una función relevante que desempeñar; por ejemplo, a la mujer se le dan mejor las empresas intelectuales que las militares, siempre y cuando la voluntad divina así lo disponga:
De ser la henbra ayudadora del varón, leémoslo en el Génesy, que después que Dios ovo formado del onbre del llimo de la tierra e ovo yspirado en él espíritu de vida, dixo: "No es bueno que sea el onbre solo; hagámosle adjutorio semejante a él". E bien se podría aquí arguir quál es de mayor vigor, el ayudado o el ayudador: ya vedes lo que a esto responde la razón […].
Utilizando estas referencias de las Sagradas Escrituras, ponía en entredicho la situación de las limitaciones de educación y espacio que rodeaban a las mujeres en su época y desde siempre. Esta situación que defiende en Admiraçion Operum Dey causa esa maravillación negativa, ya que es sorprendente que Dios permita mediante su gracia que una mujer escriba un tratado así. A su vez, la autora deja claro que las diferencias entre hombres y mujeres responden única y esencialmente a cuestiones sociales porque ante Dios Creador tienen los mismos méritos y estima:
Mas porque estos argumentos e quistiones hazen a la arrogancia mundana e vanas e no aprovechan cosa a la devoçión e huyen mucho del propósito e final entençión mía, la qual no es, ni plega a Dios que sea, de ofender al estado superrior e onorable de los prudentes varones, ni tanpoco favor<r>esçer al fimineo, mas solamente loar la onipotençia e magnifiçençia de Dios, <e> que asy en las henbras como en los varones puede yspirar e fazer obras de grande admiraçión e magnificençia a loor y goria del santo Nonbre […].
Por lo tanto hay que preguntarse ¿Por qué Árboleda de los enfermos despertó tales reacciones cuando se descubrió que la autora de este tratado era una mujer, una monja que padecía de sordera? En la misma época existía un número reducido de mujeres que también escribían en Castilla pero sus escritos no suscitaron las mismas reacciones que la obra de Teresa de Cartagena simplemente por el hecho de que Teresa era una monja. Además dentro de la obra hay glosadas y comentadas varias partes de la Biblia, interpretando los salmos en el marco de la inclinación humana hacia el pecado llevada a causa del deseo, relaciona los salmos con su estado personal y elabora doctrinalmente una explicación basándose en sus conocimientos y experiencias.  A partir de este proceso de creación de contenidos doctrinales y exegéticos vuelve a hacer referencia a la cuestión de la autoría y extrapola verdades morales de alcance universal:
Sin duda me crean los que no la conocen, a los que la conocen la experiencia se lo fará conocer […]. La dolencia buena y durable es cabestro para baixar la serviz soberbia, es freno para constreñir y evitar los deseos dañosos e empexibles al anima […].
A lo largo de Admiraçion operum dey, Teresa de Cartagena entra en terrenos no transitados por las mujeres antes en Castilla, y efectuando operaciones exegéticas, autoriales y de sermones, se siente dueña de sus atribuciones y del espacio textual de la posibilidad de elaborar una línea de explicación, de interpretación, de enseñar, explicar y transmitir varios conocimientos de índole teológico y doctrinal. Por ello, parece que el problema del escándalo no radica en que sea una mujer la que escriba, sino que ciertos individuos no estaban a favor que las mujeres pudiesen ejercer autoridad en un ámbito de escritos que tradicionalmente dentro del mundo de la iglesia estaba a cargo de varones. Muchos de ellos no estaban dispuestos a aceptar que una pobre monja sorda pudiese escribir con conocimiento, con autoridad y con persuasión sobre materias de naturaleza religiosa y teológica. El problema no es por la aceptabilidad de los contenidos de la obra, de las ideas que en ella se expresan, sino que es un problema planteado por la insólita identidad genérica de la autora, y por desarrollar una retórica donde queda reflejada la queja de la mujer con ironía y resignación que quiere hacer fuerza contra el razonamiento patriarcal del siglo XV.

Teresa de Cartagena es la primera mujer y la primera monja de la península de quien se conserva su obra literaria, pero más allá de la aportación en términos teóricos de la monja a través de sus obras, la autora consigue hacer una manifestación de su subjetividad y construir un espacio retórico femenino dentro del sistema patriarcal de la época. En su caso, no solo hay referencias a su vida y a su religiosidad sino que la autora se posiciona y da a conocer, mediante la escritura, su voz crítica, sobre todo la defensa de la mujer en la realidad intelectual de su tiempo y la reivindicación de esta como escritora:
E las fenbras, asy como flacas e pusilánimes e no sofridoras de los grandes trabajos e peligros que la procurarión e governarión e defensyón de las sobredichas cosas se requieren, solamente estando ynclusas o enrercadas dentro en su casa, con su yndustria e trabajo e obras domésticas e delicadas dan fuerza e vigor, e sin dubda non pequeño sobsidio a los varones.
Igualmente, en el caso de Teresa de Cartagena encontramos que la escritura y la retórica cristiana se convirtieron en los medios y/o pretextos a través de los cuales defender sus derechos. De ese modo, la monja participó activamente en la Querella de las mujeres, un debate literario iniciado por Christine de Pizan en Francia que se llevó a cabo desde finales del siglo XIV hasta la revolución francesa, que defendía la entrada de las mujeres al mundo universitario, académico e intelectual de la época. Su libro es el primero conocido en lengua castellana participando en la Querella de las Mujeres.

###### Versión
La autora se distingue de los otros intelectuales masculinos y encuentra su identidad en la vivencia de una experiencia mística sexuada, es decir, como mujer libre que puede vivir desde su propio género la religión y dar a conocer tanto su visión personal como teórica acerca de ello: “E yo, haziendo cuenta con mi pobre juyzio, estando presente la espirençia, la qual en esta çiençia me haze saber más de lo que aprendo” Resulta así que Teresa de Cartagena se incorpora al canon medieval de escritoras feministas al lado de Hildegard von Bingen y Christine de Pisan.
Los estudios de género de la figura de Teresa de Cartagena destacan que “lo que hace Teresa, entonces, es feminizar el espacio privilegiado de la comunicación con Dios que está por encima de cualquier poder y control masculino”, pues tal como ella dejó escrito: “E quanto se devo viere dentro en sy mismo, tanto más curiosamente entenderá e aprovechará en su propio ofiyio, el qual es conosçer a Dios.” A su vez, es interesante apuntar que si bien Teresa de Cartagena se mantuvo en la polémica, nunca rompió totalmente con la ortodoxia del momento, pero esto no quita mérito a su intento por dar luz a la mujer como intelectual.

### Ediciones (en español, inglés y francés)
- Cartagena, Teresa de: Arboleda de los enfermos. Admiración operum Dey. Ed. Lewis Joseph Hutton. Vol. anejo 16. Madrid: Aguirre, 1967.
- Cartagena, Teresa de: The Writings of Teresa de Cartagena: Translated with Introduction, Notes, and Interpretive Essay. Trans. Dayle Seidenspinner-Núñez. Cambridge: D.S. Brewer, 1998.
- Castro Ponce, Clara Esther: Teresa de Cartagena. “Arboleda de Los Enfermos”. “Admiraçión Operum Dey”. Edición Crítica Singular. Diss. Brown U, 2001.
- Gallego Fdez. de Aránguiz, Myriam: Teresa de Cartagena. Los tratados de una escritora burgalesa del siglo XV. Introducción y edición modernizada de Arboleda de los enfermos y Admiración de las obras de Dios, Burgos, Monte Carmelo, 2020, ISBN 978-84-18303-38-8.
- Ghislain Baury: Thérèse de Carthagène : Bosquet des malades. Admiration des œuvres de Dieu. Paroles et silence d'une femme dans la Castille du XVe siècle, París, e-Spania Books, 2021, ISBN 9782919448418, leer online.

### Estudios
- Cantera Burgos, Francisco (1952). Alvar García de Santa María y su familia de conversos: Historia de la judería en Burgos y de sus conversos más egregios. Madrid: Instituto Arias Montano.

- Cortés Timoner, Mª Mar (2004). Teresa de Cartagena, primera escritora mística en lengua castellana. Málaga: Universidad de Málaga.

- Seidenspinner-Núñez, Dayle (2004). «Teresa de Cartagena». Dictionary of Literary Biography (Detroit: Gale) 286.

- Seidenspinner-Núñez, Dayle y Yonsoo Kim (2004). «Historicizing Teresa: Reflections on New Documents Regarding Sor Teresa de Cartagena». La corónica (32.2).Míriam Gallego Fernández de Arandiz

De la enfermedad  saludable  a la reivindicacion como escritora
2023
Acto académico de la Institución Fernan González.